# John Hencken
John Frederick Hencken (* 29. Mai 1954 in Culver City, Kalifornien) ist ein ehemaliger Schwimmer aus den Vereinigten Staaten. Er gewann drei olympische Goldmedaillen und je eine Silber- und Bronzemedaille. Bei den Olympischen Sommerspielen 1972 von München gewann er die Goldmedaille über 200 m Brust und Bronze über 100 m Brust. Vier Jahre später, bei den Olympischen Spielen 1976 von Montreal, gewann er gleich zwei Goldmedaillen über 100 m Brust und mit der 4-mal-100-Meter-Lagenstaffel der USA. Zudem gewann er noch die Silbermedaille über 200 m Brust. Bei Weltmeisterschaften gewann Hencken zwei Goldmedaillen und eine Silbermedaille.

## Karriere
John Hencken stellte von 1972 bis 1976 insgesamt sechs Weltrekorde über 100 Meter Brust und fünf Weltrekorde über 200 Meter Brust auf. Seinen ersten Weltrekord schwamm er über  200 Meter Brust in 2:22,79 min bei den Olympiaausscheidungen 1972. Bei den olympischen Wettbewerben in München fand zunächst der Wettbewerb über 100 Meter Brust statt. Hencken schwamm im ersten Halbfinale Weltrekord in 1:05,68 min, verlor diesen Rekord aber sofort wieder, da der Japaner Nobutaka Taguchi ihn im zweiten Halbfinale unterbot. Im Endlauf siegte Taguchi mit neuem Weltrekord von 1:04,94 min vor den drei Schwimmern aus den Vereinigten Staaten Tom Bruce, John Hencken und Mark Chatfield, wobei sowohl Bruce als auch Hencken schneller schwammen als Hencken bei seinem Weltrekord im ersten Halbfinale. Über 200 Meter Brust siegte John Hencken mit neuem Weltrekord von 2:21,55 min und zwei Sekunden Vorsprung auf den Briten David Wilkie, Nobutaka Taguchi erhielt die Bronzemedaille vor dem zweiten Schwimmer aus den Vereinigten Staaten Rick Colella. In der 4-mal-100-Meter-Lagenstaffel qualifizierte sich die US-Staffel mit der schnellsten Zeit für das Finale, Mitchell Ivey, John Hencken, Gary Hall und David Fairbank schwammen in 3:51,98 min über drei Sekunden schneller als die zweitbeste Staffel. Im Finale traten vier andere Schwimmer für die Vereinigten Staaten an. Michael Stamm, Tom Bruce, Mark Spitz und Jerry Heidenreich siegten in der Weltrekordzeit von 3:48,16 min vor den Staffeln aus der DDR und aus Kanada, die beide langsamer waren als die US-Staffel im Vorlauf. Bis 1984 erhielten Staffelschwimmer, die nur im Vorlauf angetreten waren, keine Medaillen.
1973 wurden in Belgrad die ersten Weltmeisterschaften ausgetragen. Über 100 Meter Brust siegte Hencken mit neuem Weltrekord von 1:04,02 min vor Michail Krjukin aus der Sowjetunion und Nobutaka Taguchi. Auf der doppelt so langen Strecke verbesserte Wilkie den Weltrekord auf 2:19,28 min und siegte vor Hencken und Taguchi. In der Lagenstaffel wurde der Weltrekord von München nicht unterboten. Michael Stamm, John Hencken, Joe Bottom und James Montgomery siegten in 3:49,49 min mit fast vier Sekunden Vorsprung auf die Staffel aus der DDR. 1974 verbesserte Hencken die Weltrekorde auf beiden Bruststrecken beim Länderkampf gegen die DDR in Concord.
Nachdem Hencken die Schwimmweltmeisterschaften 1975 ausgelassen hatte, konnte er sich 1976 wieder auf beiden Bruststrecken für die olympischen Schwimmwettbewerbe qualifizieren. Über 100 Meter Brust war Hencken sowohl im Vorlauf als auch im Halbfinale schnellster Schwimmer. Im Finale siegte er mit Weltrekord von 1:03,11 min vor David Wilkie. In der Lagenstaffel stellten im Vorlauf Peter Rocca, Chris Woo, Joe Bottom und Jack Babashoff in 3:47,28 min einen neuen Weltrekord auf. Im Finale traten John Naber, John Hencken, Matt Vogel und James Montgomery für die Vereinigten Staaten an und verbesserten den Weltrekord auf 3:42,22 min. Auch die zweitplatzierten Kanadier blieben unter dem Weltrekord, die drittplatzierte Staffel aus der Bundesrepublik Deutschland kam bis auf eine Hundertstelsekunde an den Weltrekord aus dem Vorlauf heran. Im Wettbewerb über 200 Meter Brust schließlich siegte David Wilkie mit neuem Weltrekord von 2:15,11 min vor John Hencken, der in 2:17,26 ebenfalls unter seinem Weltrekord aus dem Jahr 1974 blieb.
Neben seinen internationalen Erfolgen gewann John Hencken im Lauf seiner Karriere 14 Meistertitel der Amateur Athletic Union und fünf College-Meistertitel der National Collegiate Athletic Association. Er graduierte an der Stanford University und schloss einen MBA-Studiengang an der University of Phoenix an. Im Jahr 1988 wurde er in die International Swimming Hall of Fame aufgenommen.